# Highland (Maryland)
Pour les articles homonymes, voir Highland.
Highland est une census-designated place située dans le comté de Howard, dans l’État du Maryland, aux États-Unis. Lors du recensement de 2020, elle comptait 1 133 habitants.